# Radonja (tvornica)
Radonja Sisak bila je poznata tvornica kemijske industrije u Hrvatskoj i Jugoslaviji, a po proizvodnji organoživinih fungicida i atrazina bila je poznata i u svijetu. Njezin razvitak je bio intenzivan i izuzetno uspješan. Uspješan i brz razvoj ostvaren je zahvaljujući vrlo sposobnom rukovodećem i stručnom kadru koji je u to vrijeme tvrtka imala. Radonja je imala moderne proizvodne pogone, bogat proizvodni program, razvijene tehničke, razvojne i komercijalne službe.

## Povijest
Radonja je osnovana rješenjem Predsjedništva Vlade NR Hrvatske br. 9935/46 od 10. rujna 1946. Donesena je odluka da postojeća tvornica vinske kiseline Resman Zagreb nastavi s radom pod nazivom Radonja tvornica vinske kiseline Zagreb. Neposredno poslije ovog rješenja, donosi se odluka da se tvornica izmjesti iz Zagreba u objekt Tvornice modre galice u izgradnji Sisak.                                                                                  
Proizvodnja vinske kiseline u Sisku počela je početkom 1948. Tvornica je proizvodila vinsku kiselinu iz vinskog kamena (birse), a poslije i iz vinskog taloga. Uprava poduzeća 1955. donosi odluku da se proizvodni program proširi s proizvodnjom Eske, napitka u tabletama na bazi vinske kiseline te mineralnom vodom u prahu i praškom za pecivo. Godine 1949. Radonji je pripojena Tvornice kisika Sisak. Pogon kisika se odlukom Gradskog narodnog odbora od 1. svibnja 1953. seli u Zagreb.  
Radonja 1956. ulazi u proizvodnju sredstava za gumarsku industriju: aditiva za spužvastu gumu, antioksidansa te TMTD-a kao akceleratora. TMTD je ujedno izvrsno sredstvo za zaštitu bilja (fungicid), te se proizvodnja ditiokarbamata potpuno usmjerava prema poljoprivredi. Postepeno se uvodi proizvodnja i drugih ditiokarbamata. Proizvodnja sredstava za zaštitu bilja započela je 1957., proizvodnjom (sintezom i formulacijom gotovog proizvoda) organoživinog fungicida pod nazivom „Radosan“. Pogon je postavljen u zgradi bivše tvornice stakla Petar Teslić. Paleta fungicida zatim se popunjava s proizvodima na bazi bakra i sumpora. Asortiman sredstava za zaštitu bilja dopunjuje se s tekućim insekticidom koji se proizvodi u kooperaciji s inozemnom firmom. Istovremeno počinje i proizvodnja praškastih insekticida. Početkom 1960-ih počela je proizvodnja simazina u dijelu pogona ditiokarbamata. Zatim se preuređuje pogon vinske kiseline za proizvodnju atrazina. Ovo je ujedno začetak proizvodnje triazina, najznačajnije grupe herbicida u proizvodnom programu Radonje. Ova se proizvodnja nastavlja sa sintezom atrazina u novom modernom pogonu, sagrađenom 1973. godine. Sredinom osamdesetih (1984. – 1986.) izgrađena su dva moderna pogona za proizvodnju praškastih i tekućih formulacija pesticida. 
Pogon za proizvodnju joda koji je radio u sklopu Jodnog lječilišta Sisak, odlukom Skupštine općine Sisak od 18. prosinca 1957. pripojen je Radonji. Radonja otkupljuje pravo korištenja patenta „Postupak za dobivanje joda iz jodnih voda“ od vlasnika patenta prof. Josipa Makuca iz Zagreba. Proizvodni asortiman ovog pogona proširuje se 1959. s proizvodnjom čistih kemikalija. Nakon napuštanja pogona i proizvodnje joda, 1965. izgrađen je novi pogon za proizvodnju čistih kemikalija. U ovom razdoblju postepeno se uvode u proizvodnju artikli široke potrošnje kao dopunski proizvodni program. Proizvodnja alkalnog fosfornog gnojiva počela je 25. siječnja 1965. puštanjem u probni rad postrojenja „Malog Pelofosa“ kapaciteta 36.000 tona. Tehnologiju su razradili i patentirali prof. Vladimir Logomerac i Anton Sedlaček. 
Uvođenje proizvodnje građevinskog materijala (hidrauličkog vapna i metalurškog cementa) posljedica je napuštanja proizvodnje umjetnog gnojiva Pelofosa. Naime, tehnologija proizvodnje hidrauličkog vapna i metalurškog cementa skoro je identična s tehnološkim postupkom proizvodnje Pelofosa. Program se potom dopunjuje s proizvodima višeg stupnja obrade, proizvodnjom betonskog crijepa i pomoćnog praškastog građevinskog materijala. Proizvodnja test reagenasa, sredstava za potrebe kliničke dijagnostike, počela je 1965. Mali pogon za proizvodnju test reagenasa sagrađen je 1967. Pogon je suvremeno opremljen i zapošljava oko 30 radnika. Novi, veći i suvremeniji pogon podignut je 1988. adaptacijom zgrade vojnog kompleksa, kojeg je Radonja otkupila i preuzela 1981. Proizvodni program se zatim proširuje s proizvodnjom lignosan lazura. Paralelno s usvajanjem proizvodnje lazura radi se i na usvajanju tehnologije za proizvodnju disperzivnih boja za zidove, fasade i beton. 
Daljnji razvoj Radonje temeljio se je na proširenju proizvodnog programa uvođenjem novih proizvoda. Novi proizvodi kreirani su na osnovu vlastitih tehnoloških rješenja ili na osnovu poslovno tehničke suradnje s inozemnim firmama. Također, razvoj Radonje temeljio se na modernizaciji proizvodnog procesa te na proširenju tržišta i razvoju kooperativnih odnosa s domaćim i inozemnim tvrtkama.

## Ime tvrtke
Tvrtka je tijekom svoga postojanja mijenjala svoje ime i tekstualni logo.
- Vladinim Rješenjem o nastavku rada od 1946. tvrtka je poslovala pod nazivom "Radonja tvornica vinske kiseline Zagreb".
- Odlukom gradskih vlasti u Sisku 1949. tvrtka je dobila naziv "Radonja tvornica vinske kiseline i kisika Sisak".
- Odlukom gradskog narodnog odbora, 1953. tvrtka je promijenila ime u "Radonja tvornica kemijskih proizvoda Sisak".
- Rješenjem NO općine Sisak, 1957. ustanovljeno je najpoznatije ime tvrtke "Radonja kemijska industrija Sisak". Pod ovim imenom Radonja je dosegla vrhunac u svome poslovanju.
- 1992. tvrtka je preimenovana u "HERBOS" d.d. za proizvodnju kemikalija i kemijskih proizvoda Sisak. Pod ovim nazivom tvrtka je poslovala do 2013. kada je likvidirana.

## Istaknuti rukovodeći i stručni radnici
Radonja je imala cijelu plejadu vrlo sposobnih rukovodilaca i stručnih radnika. Od direktora, po rezultatima rada i dužini mandata, posebno su se isticali Milan Orlović i Branko Burazor. Za mandata Milana Orlovića uglavnom je trasirana razvojna politika poduzeća te su započele velike investicije. Uspostavljena je suradnja s Institutom i Tehnološkim fakultetom u Zagrebu.

Razdoblje upravljanja Branka Burazora karakterizira modernizacija i racionalizacija cjelokupnog poslovanja. Vrši se rekonstrukcija i modernizacija postojećih pogona. Grade se novi pogoni sa suvremenom tehnologijom. Proizvodni program se proširuje i obim proizvodnje i prometa naglo raste. Ostvaruju se najbolji financijski rezultati u poslovanju poduzeća. Radonja zauzima čelno mjesto u jugoslavenskoj proizvodnji sredstava za zaštitu bilja. Proširuje se suradnja sa znanstvenim institucijama u zemlji. Intenzivno se razvijaju kooperativni poslovi s vanjskim firmama. Uspostavljena je plodna suradnja s domaćom industrijom i trgovačkim kućama.
- Milan Orlović
- Branko Burazor
- Štefica Mesarić
- Franjo Liszt
- Bogomir Milutinović
- Oliver Pötzl
- Berislav Mrgan

U proizvodnji, energetici i pomoćnim službama, osobito su se isticali: Štefica Mesarić, Franjo Liszt, Ivan Mikulčić, Ljubica Đurić, Štefica Milković, Iva Kukić, Josip Lovrenić, Marijan Nekola, Dubravko Kahler, Darko Kobal, Miloš Bjelica, Davor Bajt, Bosiljka Petrić, Nikola Đajić, Boris Vago, Andrija Vezmarović, Miloš Stojaković i dr. Na području istraživanja i poslova kemijske analize i kontrole, poseban doprinos dali su: Bogomir Milutinović,  Dunja Lešić, Ivan Dumbović, dr. sc. Stanislav Koprivanac, dr. sc. Ivan Jambrešić, Josip Perković, Marija Jednačak,  Blaženka Šmit,  Željka Dević, mr. sc. Milivoj Ivanušić i dr. Na području komercijalnih poslova naročito su bili zapaženi: Oliver Pötzl, Berislav Mrgan, Vida Dorić, Josip Vedrina, Zlata Đelalegić, Mira Gagulić, Marija Stanić, Ivan Sekulić i dr.

## Proizvodni program
Proizvodni program činile su sljedeće grupe proizvoda:
- vinska kiselina i vezani proizvodi
- kisik
- jod i čiste kemikalije
- pomoćna sredstva za gumarsku industriju
- sredstva za zaštitu bilja
- umjetno gnojivo
- kemija široke potrošnje
- test reagensi za kliničku dijagnostiku
- građevinski materijal
- boje i premazi
- tehničke kemikalije

Ukupno preko 170 različitih proizvoda.

## Znanstveno istraživački rad
Uspjeh tvrtka može zahvaliti svome pozitivnom pristupu znanstveno istraživačkom radu. Od samih početaka svog poslovanja, posebna pažnja poklanjana je suradnji sa znanstvenim institucijama republičkog i saveznog značaja. Istovremeno, porastom zapošljavanja fakultetski obrazovanih stručnjaka, počeo se organizirati i razvijati istraživački rad u tvornici. Ulaganjima u izgradnju laboratorija i njihovo opremanje suvremenom opremom, stvoreni su i materijalni uvjeti za njegov razvitak. Institut za fitofarmaciju osniva se 1964. što i organizacijski zaokružuje znanstveno istraživački rad, koji se u proteklom razdoblju razvio u Radonji. Na čelo Instituta postavljen je dr. sc. Stanislav Koprivanac. Rezultati su bili više nego očiti i Radonja na temelju vlastitih tehnoloških rješenja podiže moderne proizvodne pogone za sintezu aktivnih materija i formulaciju gotovih proizvoda. Ovo je stvorilo preduvjete za uspostavljanje poslovno tehničke suradnje s gigantima kemijske industrije u svijetu.

## Tehnička i tehnološka opremljenost
Na vrhuncu razvoja, osamdesetih godina dvadesetog stoljeća, Radonja je raspolagala s 12 proizvodnih pogona i dvije posebne proizvodne linije. Tvrtka je raspolagala s vrhunskom tehnologijom i bila je predvodnik, u svojoj branši, u korištenju moderne i napredne tehnologije. Imala je vrlo razvijene tehničke i pomoćne službe kao i energetsku infrastrukturu.

## Poveznice
- Sisak

## Vanjske poveznice
- Inž. DUNJA LEŠIĆ: Novija sredstva tvornice Radonje za zaprašivanje sjemena pšenice, kukuruza i šećerne repe
- Inž. RIKARD KURBEL: Rezultati primjene pesticida kemijske industrije Radonje Sisak
- Radonja kemijska industrija Sisak, Razvojno-istraživačka služba R.K.D.L.: REZULTATI POLJSKIH POKUSA
- Pelofos, opće karakteristike i sastav Pelofosa
- Pelofos domaće fosforno gnojivo
- Inž. ZVONKO OSTOJIĆ: REZULTATI SUZBIJANJA KOROVA U KUKURUZU U RAZDOBLJU 1972-1974.
- V. Pavlek: PROIZVODNJA HRANE I PESTICIDI
- Polagana smrt sisačke industrije
- Herbos Hrvatska tehnička enciklopedija, portal hrvatske tehničke baštine. LZMK